# Isulan

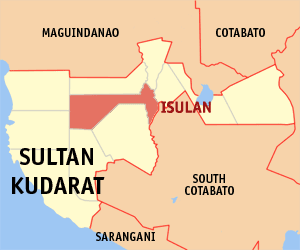
Isulans läge i Sultan Kudarat

Isulan är en ort på ön Mindanao i Filippinerna. Den är administrativ huvudort för provinsen Sultan Kudarat i regionen SOCCSKSARGEN.
Isulan räknas officiellt inte som stad utan är en kommun. Kommunen är indelad i 17 smådistrikt, barangayer, varav 13 är klassificerade som landsbygdsdistrikt och 4 som tätortsdistrikt. Hela kommunen har 73 129 invånare (folkräkning 1 maj 2000) varav 23 611 invånare bor i centralorten.